# تخماق (شهر)
تخماق (به قرقیزی: Tокмок، توقموق) شهری در استان چوی کشور قرقیزستان است که در سرشماری سال ۲۰۰۵ میلادی، ۵۲٬۸۹۲ نفر جمعیت داشته است.